# Sternpunktverschiebung
Als Sternpunktverschiebung wird in der Elektrotechnik ein spezieller Fehlerfall in Dreiphasenwechselstromnetzen bezeichnet, der zu einer elektrischen Potentialverschiebung des Sternpunktes führt. Diese Verschiebung kann zu unzulässigen Betriebsspannungen für einphasige Betriebsmittel führen, die zwischen einem Außenleiter und dem Neutralleiter betrieben werden.
Die elektrische Potentialverschiebung bei der Sternpunktverschiebung wird auch als Sternpunktspannung bezeichnet. Normalerweise und im fehlerfreien Fall ohne Sternpunktverschiebung beträgt die Sternpunktspannung 0 V.

## Beschreibung

Beispielhafte Sternpunktverschiebung um die Sternpunktspannung U_{NN}

Der Neutralleiter, der in einem symmetrisch belasteten Dreiphasenwechselstromsystem keinen elektrischen Strom führt, führt bei einer unterschiedlichen Belastung der Außenleiter den Differenzstrom, der sich durch die asymmetrische Belastung der Außenleiter in Summe ergibt. Gerade beim Betrieb mehrerer und unterschiedlicher einphasiger Betriebsmittel, die auf verschiedene Außenleiter verteilt sind, stellt sich ein Ausgleichsstrom am Neutralleiter ein. Einphasige Betriebsmittel werden zwischen einem der Außenleiter und dem Neutralleiter betrieben.
Kommt es nun, beispielsweise durch einen Defekt wie Leitungsbruch, zu einer Unterbrechung des Neutralleiters, kann bei asymmetrischer Belastung der Differenzstrom nicht mehr am Neutralleiter fließen. Als Folge werden die Ströme, die ansonsten über ihn zurückfließen, auf die anderen beiden Außenleiter verteilt. Dies hat zur Folge, dass die Strangspannungen, die sich auf das Potential des Neutralleiters beziehen, von ihren üblichen Werten abweichen und bei Wirkwiderständen Beträge bis zu dem Betrag der Dreieckspannung erreichen können. In nebenstehendem Diagramm mit Phasoren ist dies an den in grün dargestellten Strangspannungen U1, U2 und U3, die sich durch eine beispielhaft angenommene Sternpunktspannung UNN bei offenem Neutralleiter in die in rot dargestellten neuen Strangspannungen U1’, U2’ und U3’ ändern, dargestellt. Der konkrete Wert der Sternpunktspannung hängt von den im Fehlerfall aktuell betriebenen und auf die einzelnen Außenleiter verteilten einphasigen Betriebsmitteln ab. Weisen einzelne Betriebsmittel wesentliche und nicht kompensierte Blindleistungsanteile auf, dieser Fall spielt in der Praxis nur eine untergeordnete Rolle, können im Fall der Sternpunktverschiebung an bestimmten einphasigen Verbrauchern auch Spannungen größer als die Dreieckspannung auftreten.

## Beispiel
Bei öffentlichen Niederspannungsnetzen, in welchen die Nennstrangspannung 230 V beträgt, dies ist beispielsweise in der EU üblich, kann es durch den Fehler der Sternpunktverschiebung zu einer effektiven Spannung für die einphasigen und im Regelfall im Blindanteil kompensierten Betriebsmittel zwischen 0 V und 400 V kommen. Dabei sind insbesondere Werte über 230 V gefährlich und können ohne zusätzliche Schutzmaßnahmen, beispielsweise in Form von Überspannungsableitern wie Varistoren zwischen Außenleitern und dem lokalen Sternpunkt, zu Beschädigungen der auf 230 V ausgelegten Geräte und Systeme führen.